# Веселинов, Владимир
Владимир Веселинов (серб. Владимир Веселинов; 25 мая 1984 в Суботица, СФРЮ) — сербский футболист, полузащитник венгерского клуба «Сегед 2011».

## Биография

### Клубная карьера
Воспитанник футбольной школы «Спартак Златибор Вода» (пошёл туда в возрасте семи лет), начинал в этом клубе свою игровую карьеру. В Югославии и Сербии также выступал за команды «Раднички» из Баймока и «Банат» из Зренянина. В «Неман» пришёл по рекомендации своего друга Саши Чановича, игрока минского «Динамо». В «Неман» перешёл 18 февраля 2012, подписав контракт на два года. За гродненскую команду выступаел с 2012 года, сыграв 62 матча в чемпионате. В 2014 году покинул команду по обоюдному согласию. Играл под номером 13. С 2015 по август 2016 года выступал за венгерский клуб Сегед 2011. По окончании контракта перешёл свободным агентом в клуб Будафоки, который выступает в третьем дивизионе венгерского чемпионата.

### Личная жизнь
В 2008 году женился. Есть сын..
Любимый клуб — «Црвена Звезда». Любимая музыка — сербская. Любимое блюдо — плескавицы.